# Pránájáma
Pránájáma je složené sanskrtské slovo (v dévanágarí प्राणायाम), prána (dech) a ájáma (ovládání) a znamená ovládání dechu. Podle védských spisů se dech skládá ze tří složek – vdech (púraka), zadržení dechu (kumbhaka) a výdech (rečaka).
Pránájáma je jogínské cvičení jejímž účelem je ovládnutí životní energie – prány. Většina technik se zaměřuje na prodloužení jedné, dvou nebo všech tří součástí dechu. Při některých technikách trvá výdech dvakrát tak dlouho než vdech a zadržení dechu trvá někdy až čtyřikrát déle. Jedním z nejdůležitějších principů pránájámy je dýchání nosem. V nose se dech čistí, otepluje a zvlhčuje a jsou vnímány vůně. V přeneseném slova smyslu se dá říci, že "čicháme pránu", ten nejdůležitější důvod, proč dýchat nosem.

## Přehled

### Historie
Nejstarší popis prány najdeme v upanišadách, jako hlavního nositele životní energie nebo i ve významu životního dechu. V Kaušítaki-bráhmana upanišad je prána átmanem vědomí:
sa éša prána éva pradžňa átma anandó'džaró'mrtah.

Právě tato prána je átmanem vědomí.
Kaušítaki-bráhmana upanišad III.8

Pránajáma je čtvrtým odvětvím jógy podle Pataňdžaliho jóga súter:
tasmin sati švása prašvásajor gativiččhédah pránájámah, báhjábhántara-stambha-vrttir déšakála-sankhjábhih paridrštó dírghasúkšmah, báhjábhjantara-višajákšépi čaturthah

Pak zdokonalujeme dýchání ovládáním vdechu, zadržením dechu a výdechu. Dech zadržujeme dlouze nebo krátce, mnoho nebo málo, podle počtu, doby a množství. Při čtvrtém způsobu zdokonalení se dech nezadržuje.
Pataňdžali II. 49 – 51

a podle čtvrté kapitoly Bhagavadgíty je pránájáma obětováním:
apáné džuhvati pránam práné'pánam tathá'paré, prána apánagatí ruddhvá pránájáma parájanáh

Jiní zase, kteří jsou oddáni ovládání prány tím, že ovládli výdech a vdech, obětovali pránu do vdechu a vdech do prány.
Bhagavadgíta 4.29

## Vědecký výzkum
Různé medicinální studie ukazují, že pravidelné, pomalé pránájámické dýchání má pozitivní vliv na různé fyziologické funkce, jako například: snížení potřeby kyslíku, pomalejší tep nebo nižší krevní tlak a změny v autonomní nervové soustavě, zlepšení astmatických projevů, a redukce projevů stresu.